# Tomas Tranströmer
Tomas Tranströmer (Estocolmo, 15 de abril de 1931 – Estocolmo, 26 de março de 2015) foi um poeta, tradutor e psicólogo sueco.
A poesia de Tranströmer tem uma grande influência na Suécia e em todo o mundo, sendo ele o poeta sueco mais traduzido: os seus poemas estão traduzidos em mais de trinta línguas. Recebeu numerosos prémios literários, como por exemplo o Prémio Literário do Conselho Nórdico em 1990 e o Prémio Nobel da Literatura em 2011.
Nascido em 1931, Tranströmer cresceu sozinho com sua mãe, uma professora, depois que ela se divorciou de seu pai. Ele começou a escrever poemas ainda na escola e teve seu primeiro livro de poesias publicado aos 23 anos.
Transtörmer se formou em psicologia na Universidade de Estocolmo e ao longo de sua carreira, se dividiu entre a profissão de terapeuta e a de escritor. 
Foi psicólogo de profissão até 1990. Trabalhou como psicólogo em prisões, centros de detenção juvenil e com viciados.
Tranströmer iniciou-se na poesia aos 23 anos de idade. O seu primeiro livro intitulava-se 17 dikter (17 poemas). A maior parte da sua obra é escrita em verso livre, embora também tenha feito experiências com linguagem métrica. Na sua escrita nota-se uma certa disciplina horaciana. Redigiu cerca de uma quinzena de obras numa longa carreira dedicada à escrita. 
Viveu os últimos anos na ilha de Runmarö, longe dos olhares do mundo e dos meios de comunicação.
Em 1990 foi vítima de um acidente vascular cerebral que o deixou em parte afásico e hemiplégico . 
Continuou a escrever e publicou três obras, como "O Grande Enigma: 45 Haikus".

## Poemas de Tranströmer em português
- 21 Poetas Suecos - Antologia de poetas suecos incluindo Tomas Tranströmer, organizada por Ana Hatherly e Vasco Graça Moura, publicada em 1981 pela editora Vega [10][11][12]

Outra rara tradução em português apareceu na obra da editora Marta Manhães de Andrade que publicou ‘Poemas haikai’ Tranströmer na revista Poesia Sempre (Biblioteca Nacional, 2006). Um curto poema de três estrofes, ‘No aberto’ também está disponível na internet. A parte dessas breves traduções, esse autor laureado pelo Nobel continua praticamente inédito. A Companhia das Letras pretendia publicar uma antologia do poeta sueco, mas desistiu.

## Prémios e distinções
- 1988 - Prémio Pilot
- 1990 - Prémio Literário do Conselho Nórdico
- 1996 - Prémio August
- 2011 - Prémio Nobel da literatura